# Thalassianthidae
Famille
Les Thalassianthidae sont une famille d'anémones de mer de l'ordre des Actiniaria.

## Liste des genres
Selon World Register of Marine Species (1 octobre 2015) et ITIS (1 octobre 2015) :
- genre Actineria de Blainville, 1834 — 2 espèces
- genre Cryptodendrum Klunzinger, 1877 — 1 espèce
- genre Heterodactyla Ehrenberg, 1834 — 2 espèces
- genre Thalassianthus Rüppell & Leuckart, 1828 — 3 espèces

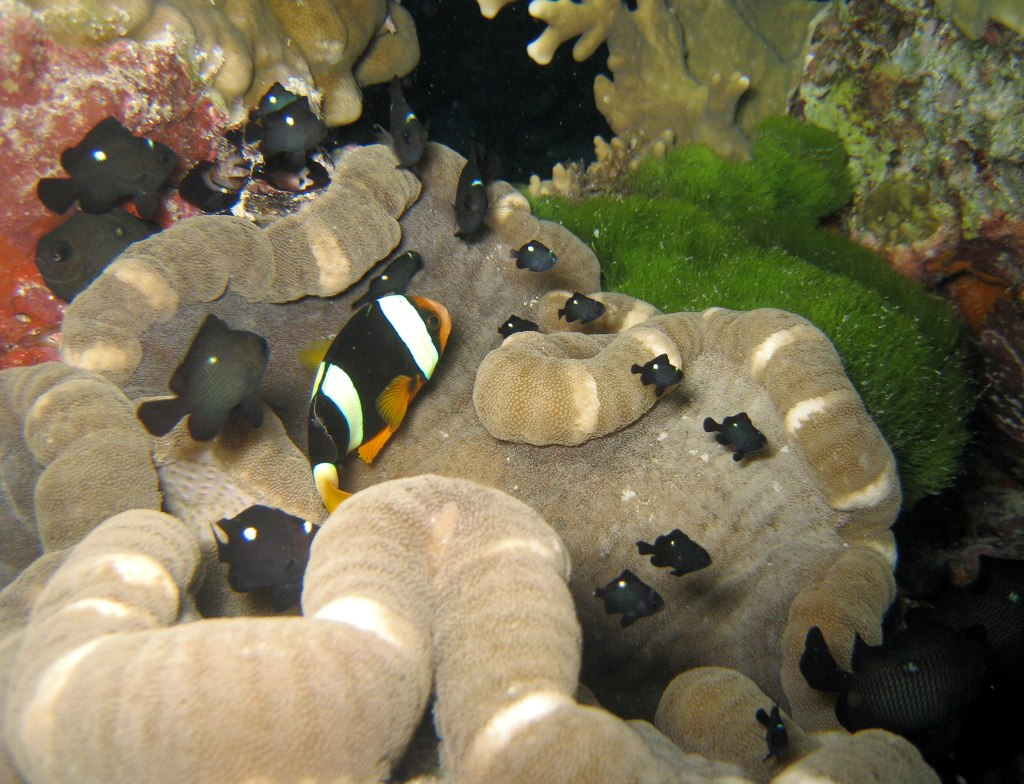
Cryptodendrum adhaesivum
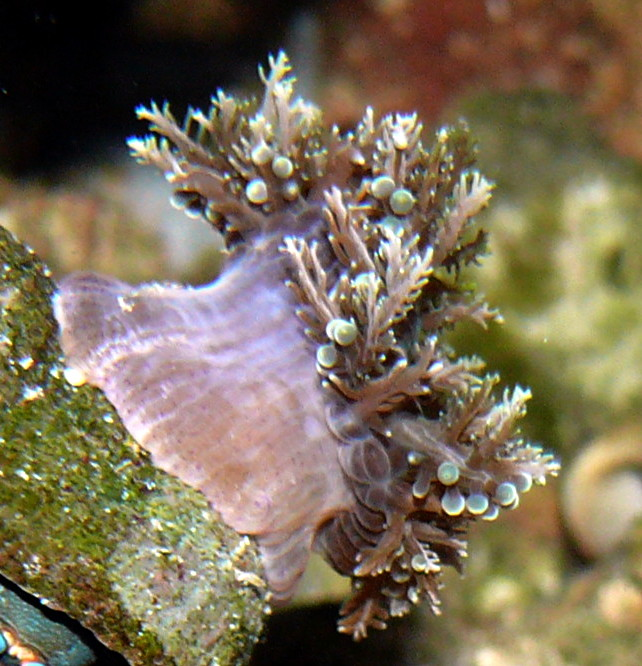
Thalassianthus aster